# Druelle

Druelle este o comună în departamentul Aveyron din sudul Franței. În 1 ianuarie 2017 avea o populație de 2.512 de locuitori.